# 이와키 다카아키

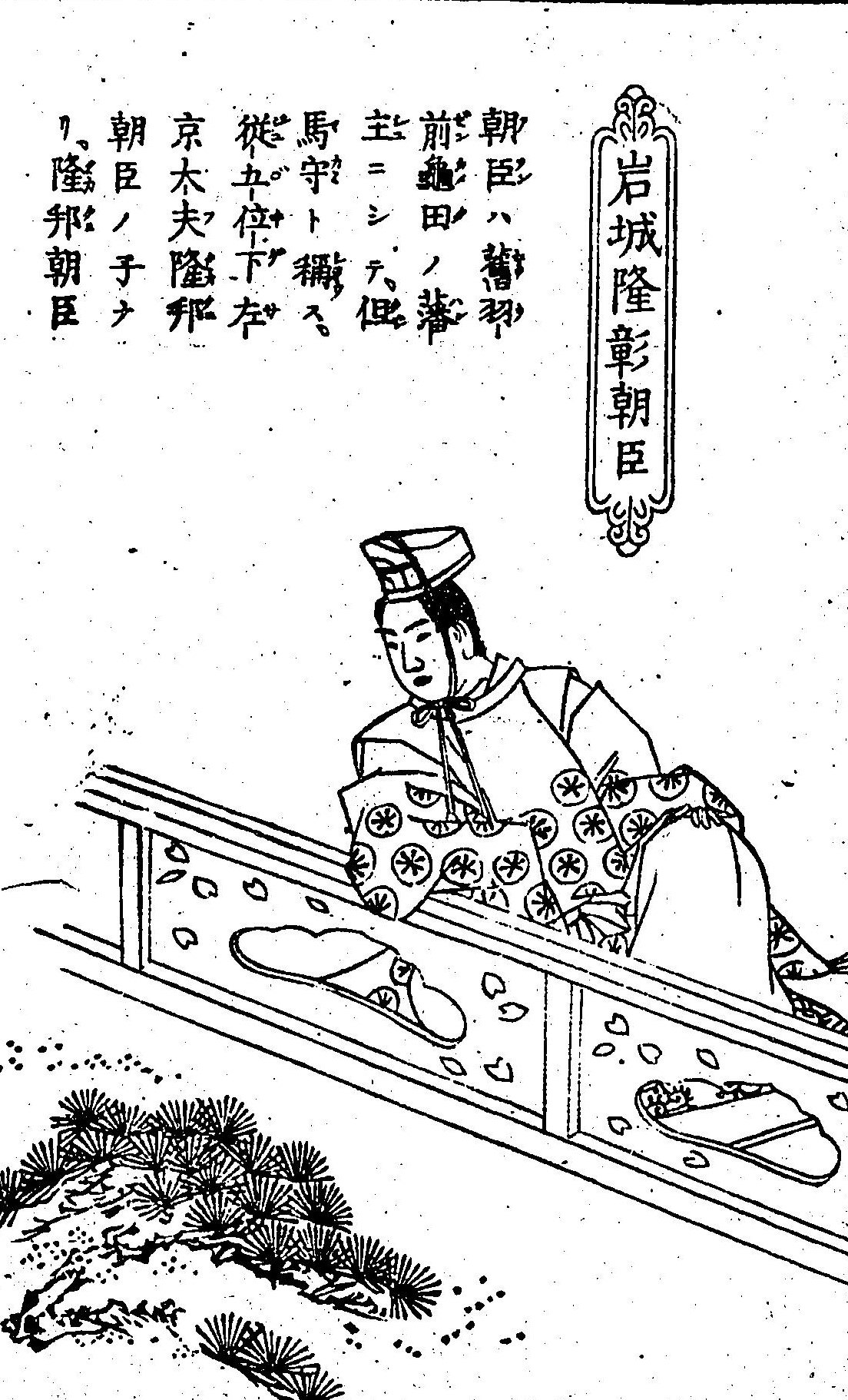
이와키 다카아키

이와키 다카아키(일본어: 岩城隆彰, 1863년 11월 18일 ~ 1879년 10월 15일)는 일본 가메다번의 13대(마지막) 번주이다. 어릴적 이름은 가메고로(亀五郎)이며, 관위는 종5위이다.
오미 미야가와 번주 홋타 마사미의 셋째 아들로 태어났다. 메이지 원년(1868년) 12월, 가메다 번의 12대 번주 이와키 다카쿠니가 보신 전쟁에서 신정부군에 저항했기 때문에 은거 명령을 받게 되었는데, 다카쿠니에게 자식이 없으므로 다른 집안에서 후계자를 데려와야 했다. 이때 다카쿠니의 동생 마사야스는 홋타 마사미의 사위 양자가 되어 미야가와 번주가 되었는데, 마사미가 죽은 뒤 친아들인 다카아키가 태어났으므로, 다카아키가 홋타 가문에서 이와키 가문으로 양자로서 입적되었고, 다카아키는 메이지 2년(1869년) 3월 13일, 양부 다카쿠니가 은거함에 따라 번주직을 계승하였다.
메이지 2년(1869년) 6월 22일에 가메다 지번사에 임명되었고, 같은해 7월 5일에 영지 부임을 허가받았으며, 8월 5일, 종5위에 서임되었다. 메이지 4년(1871년) 7월 폐번치현이 됨에 따라 지번사에서 면직되었다. 같은해 9월 24일 메이지 천황을 알현하였다. 메이지 12년(1879년)에 17세의 나이로 사망하였다. 아내와 자식이 없어서 양부 다카쿠니의 친 장남인 이와키 다카하루가 이와키씨 계승하였다.
| 전임 이와키 다카쿠니 | 제13대 가메다번 번주 1869년 ~ 1871년 | 후임 폐번치현 |